# Harpactirella helenae
Harpactirella helenae là một loài nhện trong họ Theraphosidae.
Loài này thuộc chi Harpactirella. Harpactirella helenae được William Frederick Purcell miêu tả năm 1903.